# Anopheles sawyeri
Anopheles sawyeri är en tvåvingeart som beskrevs av Causey, Deane och Sampaio 1943. Anopheles sawyeri ingår i släktet Anopheles och familjen stickmyggor. Inga underarter finns listade i Catalogue of Life.